# Міркін Борис Михайлович
Міркін Борис Михайлович (16 липня 1937 р Уфа — 9 серпня 2017 року) — радянський і російський еколог, фітоценолог, доктор біологічних наук (1975), професор (1976), Заслужений діяч науки Російської Федерації (1994), член-кореспондент Академії наук Республіки Башкортостан.

## Життєпис
У 1959 році закінчив Казанський державний університет. Після закінчення університету працював викладачем на кафедрі ботаніки БСІ, а з 1982 року в Башкирському державному університеті — проректор з наукової роботи.
Одночасно з викладацькою роботою Міркін веде наукову роботу — з 1970 завідувач лабораторією геоботаніки, головний науковий співробітник Інституту біології АН РБ.
У 1971—1975 роках він очолював радянсько-монгольські біологічні експедиції АН СРСР і АН МНР. Численні експедиції Б. М. Міркіна охоплювали територію Башкортостану, долину річки Амудар'ї (1965 р), Монгольску народну республіку (1970—1975), Якутію (1974, 1976, 1978), дельту річки Волги (1982—1985 рр.), заплаву річки Амур (1987 р).